# Perinereis camiguina
Perinereis camiguina är en ringmaskart som först beskrevs av Grube 1878.  Perinereis camiguina ingår i släktet Perinereis och familjen Nereididae. Inga underarter finns listade i Catalogue of Life.